# São Caetano (Cantanhede)
São Caetano is een plaats (freguesia) in de Portugese gemeente Cantanhede en telt 938 inwoners (2001).